# انجماد گیاهان
انجماد گیاهان یک استراتژی حفاظت از ذخایر ژنتیکی است که اجازه می‌دهد مواد گیاهی مانند دانه‌ها، گرده‌ها، نوک شاخه‌ها یا جوانه‌های خفته به‌طور نامحدود در نیتروژن مایع ذخیره شوند. پس از ذوب شدن، این منابع ژنتیکی می‌توانند به گیاه تبدیل شده و در مزرعه مورد استفاده قرار گیرند. در حالی که این استراتژی حفاظت از انجماد می‌تواند برای همه گیاهان استفاده شود، اغلب فقط در شرایط خاصی استفاده می‌شود: محصولاتی با دانه‌های مقاوم مانند آووکادو، نارگیل محصولات بدون دانه مانند موز و موز پختنی کشت شده یا محصولاتی که به صورت مستعمره تکثیر می‌شوند مانند مانیوک، سیب زمینی، سیر و سیب زمینی شیرین.

## تاریخچه
تاریخچه انجماد گیاهان از سال ۱۹۶۵ آغاز شد، زمانی که هیرای در حال مطالعه فعالیت‌های زیست‌شناسی بود که هنگام انجماد نمونه‌های بیولوژیکی رخ می‌داد. پژوهش‌های اولیه در این زمینه بر تأثیر دماهای بسیار پایین بر ساختار سلولی و پایداری ژنتیکی گیاهان متمرکز بودند. با پیشرفت فناوری، روش‌های گوناگونی برای نگهداری طولانی‌مدت نمونه‌های گیاهی توسعه یافتند. امروزه استفاده از تکنیک‌های انجماد کنترل‌شده و ترکیبات محافظتی مانند قندها و پلی‌ال‌ها به کاهش آسیب‌های ناشی از تشکیل کریستال‌های یخ کمک می‌کند. این دستاوردها تأثیر قابل‌توجهی بر ذخیره‌سازی ژرم‌پلاسم و حفظ تنوع زیستی داشته‌اند. سه سال بعد، اولین تلاش موفقیت‌آمیز برای انجماد سلول‌های کالوس انجام شد. در سال‌های بعد، روش‌های جدیدی برای انجماد ایجاد شد، مانند غوطه‌وری مستقیم، انجماد آهسته و انجماد شیشه‌ای، و همچنین برای گونه‌های گیاهی و بافت‌های گیاهی بیشتر و بیشتری اعمال شد.

## روش‌ها
- غوطه‌وری مستقیم. این روش غوطه‌وری مواد گیاهی به‌طور مستقیم در نیتروژن مایع یا پس از خشک شدن است. این روش اغلب با دانه‌های (ارتدکس) که از قبل رطوبت کمی دارند یا گرده انجام می‌شود.[۱۰] این روش را نمی‌توان با بافت‌هایی که حاوی مقدار زیادی آب هستند یا به کم‌آبی حساس هستند، استفاده کرد.
- انجماد آهسته. این روش بر مکانیسم آبگیری انجمادی برای بیرون کشیدن آب از سلول‌ها و در نتیجه جلوگیری از تشکیل یخ در سلول متکی است.[۱۱]
- شیشه‌ای شدن. با انجماد با سرعت بسیار بالا و استفاده از آب‌زدایی اسمزی، آبی که هنوز در سلول وجود دارد قادر به تشکیل کریستال نیست و بخشی از یک محلول شیشه‌ای یا شیشه‌ای خواهد بود.[۱۲] این روش را می‌توان به انواع مختلفی مانند شیشه‌ای شدن قطره‌ای، آب‌زدایی کپسولی و شیشه‌ای شدن صفحه‌ای تقسیم کرد. این تکنیک‌ها با موفقیت در چندین محصول مهم اقتصادی مانند گل داوودی[۱۳] یا قلب خونریزی‌دهنده[۱۴] مورد استفاده قرار گرفته‌اند.

## موانع و محدودیت‌ها
این تفاوت در تحمل انجماد می‌تواند به عوامل متعددی مانند ترکیب ژنتیکی، مرحله رشدی گیاه، نوع بافت، و حتی شرایط محیطی قبل از انجماد مرتبط باشد. برخی گیاهان دارای مکانیسم‌های طبیعی برای سازگاری با شرایط سخت هستند، مانند تولید ترکیبات محافظتی یا تغییر در ساختار سلولی، که به حفظ سلامت بافت‌ها کمک می‌کند. در مقابل، گیاهانی که فاقد چنین ویژگی‌هایی هستند، ممکن است پس از انجماد دچار آسیب‌های شدید شوند، از جمله تخریب دیواره‌های سلولی و کاهش توانایی جوانه‌زنی، به همین دلیل، پژوهشگران در هنگام توسعه پروتکل‌های نگهداری در شرایط انجماد، نیازمند بررسی دقیق ویژگی‌های گونه‌های مختلف گیاهی هستند. یکی از روش‌های معمول برای افزایش شانس بقای سلول‌ها در دمای پایین، استفاده از مواد محافظ مانند ساکارز، گلیسرول یا دی‌متیل سولفوکسید است که می‌توانند به کاهش آسیب‌های ناشی از تشکیل کریستال‌های یخ کمک کنند. همچنین، روش‌های مختلفی برای انجماد وجود دارد، از جمله انجماد کند و انجماد شیشه‌ای، که بسته به نوع گیاه و شرایط نگهداری انتخاب می‌شوند. در برخی موارد، استفاده از محیط‌های رشد خاص پس از انجماد نیز می‌تواند به بازسازی و احیای بافت‌های گیاهی کمک کند، ملاحظات دیگری مانند نوع مخازن نگهداری، مدت زمان انجماد، و شرایط بازگردانی نمونه‌ها نیز در موفقیت این فرایند نقش دارند. در نهایت، توسعه پروتکل‌های بهینه برای نگهداری ژرم‌پلاسم گیاهی نیازمند مطالعات گسترده و بررسی تجربیات به‌دست‌آمده از منابع معتبر علمی است. به نظر می‌رسد این تفاوت با مقاومت به خشکی ارقام مختلف درون گونه مرتبط باشد. حتی در خود گیاه نیز بسته به بافتی که استفاده می‌شود، تفاوت‌های قابل توجهی وجود دارد، زیرا هم ساختار و هم ترکیب در طول نگهداری در شرایط انجماد نقش مهمی دارند.

## سازمان‌هایی که به انجماد گیاهان متکی هستند
- کتابخانه هانتینگتون